# Conector XLR

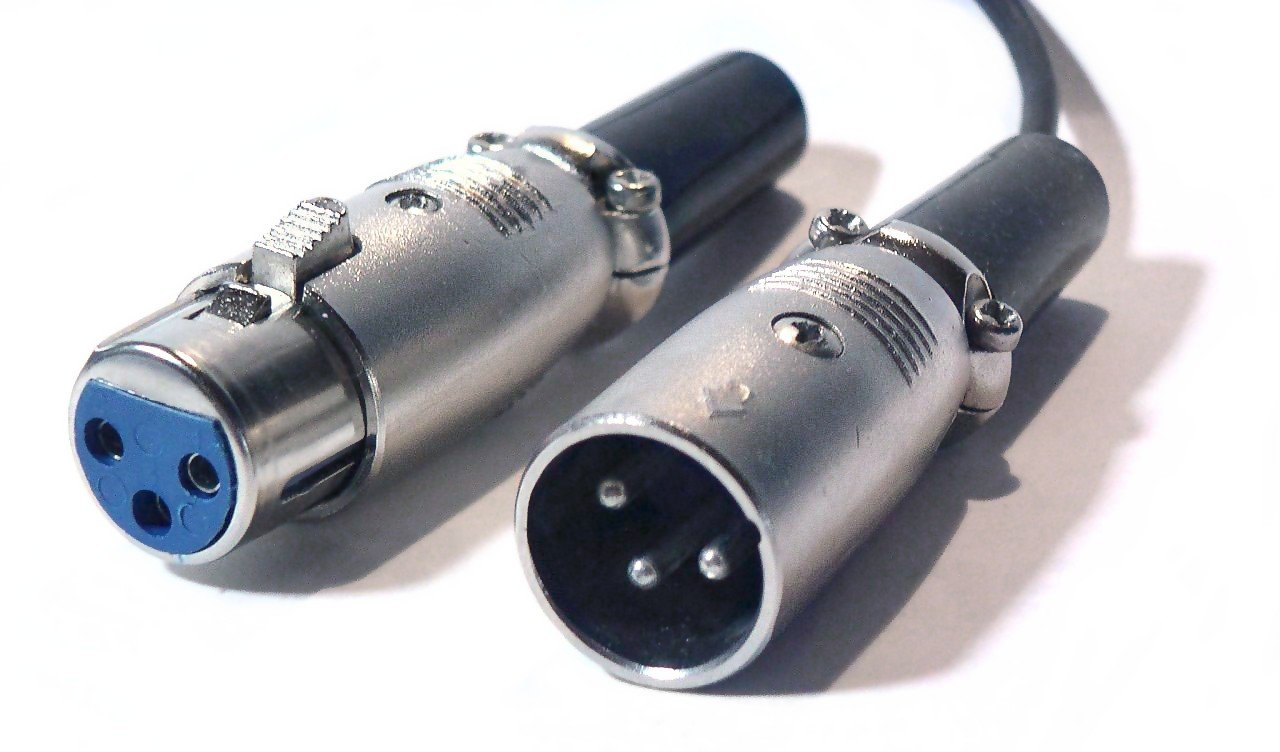
Conectores XLR: Fêmea à esquerda, Macho à direita

Os conectores XLR são utilizados para as conexões de microfones e mesas de som.
Possuem 3, 4, 5, 6 ou 7 pinos metálicos e podem ser dotados de trava, sendo que os conectores com 3 pinos são os mais utilizados em áudio profissional. Em iluminação são chamadas de fichas DMX (nome dado ao protocolo de iluminação). Existem em versões Macho e Fêmea.Também é conhecido como Conector Cannon, sobrenome do seu inventor James H. Cannon.
Em áudio é utilizado principalmente para trafegar sinais balanceados. Contudo, também pode ser utilizado em conexões não balanceadas.

## Estrutura

### Pinagem
Uma ligação de áudio utilizando conectores XLR normalmente tem esta pinagem:
| pin | função                       |
| --- | ---------------------------- |
| 1   | Terra (cabo blindado)        |
| 2   | Polaridade normal (vermelho) |
| 3   | Polaridade invertida (preto) |

## Outros Conectores
- Conector BNC
- Conector DB
- Conector DIN
- Conector RCA
- Conector P10
- Conector P2